# Batalla d'Angumois
La batalla d'Angumois fou un important combat lliurat el juny del 844 entre les forces lleials a Pipí II d'Aquitània manades per Guillem de Septimània, fill de Bernat de Septimània i comte i duc de Tolosa, i les forces del rei Carles II el Calb. Probablement Bernat havia estat executat poc abans i Guillem, el seu successor per dret, estava ple de ràbia i disposat a lluitar de manera ferotge.
Després d'un mes d'infructuós setge de Tolosa entre maig i juny del 844, Carles el Calb esperava un exèrcit format per nombrosos nobles i prelats que l'havien d'ajudar a la conquesta, al que havia cridat de França, però Pipí II se'n va assabentar i va decidir impedir el seu pas cap a Tolosa. L'exèrcit franc avançava per l'Angumois quan el dia 7 de juny fou inesperadament atacat per les forces de Pipí i completament destruït. La majoria dels soldats van quedar sobre el camp i la resta foren fets presoners; un petit nombre va poder fugir. Entre la noblesa que va morir: l'abat Hug, oncle de Carles i fill natural de Carlemany, l'abat Ricbot de Saint-Riquier, net de Carlemany a través d'una de les seves filles, el comte palatí Ravan, portaestendard de la corona, el comte Eckard i força altres magnats i personatges distingits. Entre els presoners hi havia Ebroí bisbe de Poitiers, Ragenari bisbe d'Amiens, Llop abat de Ferrières, els dos fills del comte Eckard, i diversos comtes i senyors. Pipí va alliberar a la major part dels presoners després de rebre el seu jurament de no servir mai més contra ell i de guardar les seves armes i ornaments; Turpió, comte d'Angulema, lleial a Pipí, va influir en aquest per l'alliberament de l'abat LLop.
Carles va haver d'aixecar el setge de Tolosa i Guillem de Septimània deuria entrar a Tolosa, probablement defensada per Frèdol. A l'any següent Pipí el va enviar a Bordeus a lluitar contra els normands, al morir el comte Séguin o Siguin o Ximin, i va rebre els títols de comte de Bordeus i Agen (i potser duc de Gascunya), i va deixar Tolosa a Frèdol.